# Alcis hypopoecila
Alcis hypopoecila är en fjärilsart som beskrevs av Louis Beethoven Prout 1921. Alcis hypopoecila ingår i släktet Alcis och familjen mätare. Inga underarter finns listade i Catalogue of Life.